# Бахметєва Софія Петрівна
Софія Петрівна Бахметєва, у шлюбі Хитрово (нар. 1848, Смольково, Пензенська губернія — пом. 1910, Теріоки, Виборзька губернія) — прийомна донька графа Олексія Толстого, дружина дипломата і поета Михайла Хитрово, власниця петербурзького салону. Кохана і муза мислителя Володимира Соловйова.

## Ранні роки
Її мати, Софія Бахметєва, завагітніла внаслідок роману з князем Григорієм Миколайовичем Вяземським. Князь відмовився одружитися і був викликаний на дуель. Внаслідок дуелі, що відбулася в 1847 році в Петровському-Розумовському, брат Софії Юрій загинув. 29 лютого 1848 році, поза шлюбом, з'явилася на світ Софія, яку, щоб уникнути скандалу, оформили як племінницю, — доньку брата Петра.
Софія провела дитячі роки в селі  Смольково, в маєтку дядька, Петра Андрійовича Бахметєва. У 1857 році, внаслідок продажу маєтку, переїхала з матір'ю до Санкт-Петербурга. У 1860-ті роки вона була активною учасницею літературних салонів, світських заходів. За монгольські риси обличчя в суспільстві Софію Петрівну називали Туранською Євою і Степовою Мадонною. За відгуками сучасника, вона була дуже цікавою особистістю:
|  | Щось загадкове, щось невисловлене читалося охоче, але ніколи не дочитувалося в її розумних рисах. Вона не розкривалася цілком ніколи, як не робить цього квітка лотоса при сонячному світлі. |

## Шлюб з Хитрово
У 1863 році мати Бахметєвої оформила шлюб з Олексієм Толстим і намагалася знайти вигідну партію для дочки. У 1868 році чоловіком Софії став її двоюрідний брат, Михайло Олександрович Хитрово, дипломат і поет. Після весілля вона жила з чоловіком в Константинополі, але перед самою російсько-турецькою війною 1877—1878 років повернулася до Петербурга.
Розлучившись фактично з чоловіком, оселилася в будинку матері. Обидві вони серед петербурзького вищого світу були «великі мисливиці до філософії, багато читали і навіть ходили для цього до Публічної бібліотеки». Підтримувала знайомство з багатьма діячами літератури і мистецтва — А. Фетом, В. Соловйовим, М. Страховим, Е. Ухтомським та іншими.

## Стосунки з Соловйовим
У 1877 році Софія познайомилася з 24-річним Володимиром Соловйовим, релігійним філософом, поетом, публіцистом. Кохання до неї Соловйов проніс через все життя. Деякий час Софія вважалася його нареченою. Але шлюб так і не відбувся. Вони розлучалися і знову сходилися. В 1896 році, після смерті М. А. Хитрово, Соловйов знову зробив пропозицію, але вона відмовила, бо вже готувалася стати бабусею.

## Особисте життя
Софія Петрівна активно займалася благодійною діяльністю. Володіла маєтком Нікольське-Урюпіно під Звенигородом і 1030 десятин землі в Шліссельбурзькому повіті. Померла 22 вересня 1910 року [Архівовано 22 вересня 2020 у Wayback Machine.] в Теріокі.
В шлюбі народила дітей:
- Єлизавета (1870—після 1918), фрейліна, в шлюбі з Георгієм Олександровичем Мухановим (1870—1933).
- Андрій (1872—1900), лейтенант гвардійського екіпажу, одружений з княжною Оленою Миколаївною Голіциною (1867—1943).
- Григорій (1875—1916), випускник Пажеського корпусу, колезький радник.
- Марія (1877—1956), в першому шлюбі з Нікітським, у другому — з Євгеном Миколайовичем Грушецьким.